# Salmon Cove
Die Salmon Cove ist eine Bucht an der Loubet-Küste des Grahamlands auf der Antarktischen Halbinsel. Sie liegt 6 km südöstlich des McCall Point am Ostufer des Lallemand-Fjords. 
Der Falkland Islands Dependencies Survey (FIDS) kartierte sie anhand eigener Vermessungen und Luftaufnahmen aus den Jahren zwischen 1956 und 1959. Das UK Antarctic Place-Names Committee benannte sie am 7. Juli 1959 nach dem britischen Meteorologen Eric Michael Paul Salmon (1927–1991), der zwischen 1950 und 1956 mehrfach für den FIDS in Antarktika tätig war und 1956 diese Bucht besucht hatte.